# Nicolae Rațiu (om de afaceri)
Nicolae Rațiu MBE (n. 1948, Davos, Elveția) este un om de afaceri, fiul al doilea al lui Ion Rațiu și fratele lui Indrei Rațiu.
A studiat în Marea Britanie la Marlborough College, precum și în Statele Unite, unde a absolvit New York Maritime College. Este președintele „Fundației Rațiu” din Londra, director al companiei „Regent House Properties Ldt”, precum și a altor firme cu portofolii majore în domeniul imobiliar din Marea Britanie, Franța și România. Căsătorit cu Alexandra Fedorovna Solonina, designer de bijuterii de origine ucraineană. Alexandra și Nicolae Rațiu sunt părinții a doi băieți. 
În anii 1990, a venit în România, țară din care provenea tatăl său și în care acesta din urmă a candidat la președinție. Treptat, în acea perioadă, Nicolae a preluat afacerile și proiectele tatălui său (cu excepția celor de natură politică).
În 2015, Casa Regală a Marii Britanii i-a conferit lui Nicolae Rațiu titlul de Membru al Ordinului Imperiului Britanic, pentru ajutorul acordat comunităților cu probleme din România, prin intermediul fundației familiei sale.